# Inger Andersen
Pour les articles homonymes, voir Andersen.
Inger Andersen, née le 23 mai 1958, est une économiste et écologiste danoise qui fut directrice générale de l'Union internationale pour la conservation de la nature (UICN) de 2015 à 2019. Le 16 février 2019, elle est nommée directrice exécutive du programme des Nations unies pour l'environnement,,.
Elle fait aussi partie du GIEC (Groupe International sur l'Evolution du Climat) = IPCC (Intergovernmental Panel on Climate Change) en anglais, hébergé par l'OMM (Organisation Mondiale de Météorologie) = WMO (World Meteorogical Organisation) en anglais, dont le siège est à Genève en Suisse. Voici ses interventions dans la présentation du 6e rapport du GIEC en 2021.

## Famille, jeunesse et éducation
Inger Andersen est la fille de Aagot la Cour Andersen et d'Erik Andersen. Elle est le petite-fille de l'historien et archéologue danois Vilhelm la Cour. Son frère était Hans la Cour, écrivain et cinéaste, connu dans le monde des sports de voile et des documentaires environmentaux.
Inger Andersen est née à Jerup, au Danemark. Elle a été élève au lycée 'Midtfyns Gymnasium secondary school' en 1977. Andersen a obtenu en 1981 un BA de l'Universiété Polytechnique du Nord de Londres (maintenant London Metropolitan University) et en 1982 a obtenu un Mastère (MA) de l'Ecole des Etudes Orientales & Africaines de Londres (School of Oriental and African Studies at University of London),avec une spécialisation en études du développement focalisée sur l'économie et le développement.

## Carrière
Andersen a commencé sa carrière au Soudan en 1982, où elle a débuté comme professeur d'anglais, sans le programme financé par le Royaume-Uni. En 1985, elle a rejoint Sudan Aid, la branche Développement et Soutien humain de la Conférence des Evêques catholiques du Soudan. Son travail s'est concentré sur la famine, les secours contre la sécheresse et la réhabilitation des ressources et populations.   

### Nations Unies
Andersen a travaillé aux Nations unies à New York pendant 12 ans, au Bureau des Nations unies pour la Sahel Soudanais (UN Sudano-Sahelian Office, UNSO), aujourd'hui le 'Global Policy Centre on Resilient Ecosystems and Desertification' basé à Nairobi, où elle a travaillé sur les impacts de la sécheresse et la désertification. En 1992, elle a été nommée Coordinatrice pour l'Environnement pour les pays du Moyen-Orient et d'Afrique du Nord  à l'UNDP (Nations unies pour le Développement), où elle a supervisé le portefeuille environnemental d'action pour 22 pays arabes.

### UNEP
Le 21 février 2019,l'Assemblée Générale des Nations Unions a élu Inger Andersen comme Directrice Générale du Programme des Nations unies pour le Développement (UNEP). Elle a été nommée pour un mandat de quatre ans.  Le 18 Janvier 2023, à l'âge de 64 ans, l'Assemblée Générale l'a confirmée à la tête de l'UNEP pour un 2e mandant de quatre ans de jusqu'au 14 Juin 2027.